# Петушки (городской округ Истра)
Петушки — деревня в Лучинском сельском поселении Истринского района Московской области. Население — 21 чел. (2010), в деревне 1 улица — Изумрудная, зарегистрировано 1 садовое товарищество.
Находится примерно в 6,5 км к юго-западу от Истры, высота над уровнем моря 203 м.

## Население
| 2002 | 2006 | 2010 |
| ---- | ---- | ---- |
| 12   | ↗13  | ↗21  |